# Goldwasser
Il Goldwasser (in tedesco: Goldwasser e in polacco: Złota Woda, e cioè acqua d'oro), è liquore a base di piante originariamente prodotto dal 1598 in Polonia, a Danzica con volume alcolico attorno a 40%.

## Storia
La città che era stata una parte della Lega anseatica è stata per molti secoli abitata da tedeschi e polacchi. Questa bevanda è stata inventata dall'olandese Ambrosius Vermöllen, che divenne un cittadino di Danzica, il 6 luglio 1598. La produzione si trasferì nel 1704 in una nuova sede, situata nel Breitgasse.
Alcune fonti attendibili indicano che lo Zar Pietro I di Russia, durante il suo viaggio in Europa occidentale - la cosiddetta Grande Ambasceria - scoprì la città di Danzica, e divenne un grande amante del Goldwasser. Quindi decise di ordinare l'invio in Russia di una periodica fornitura di Goldwasser per sé stesso.
Il liquore a partire dal 2009 viene prodotto in Germania con il nome di Danziger Goldwasser.

## Caratteristiche
Esso è composto da spirito rettificato, al gusto di oli essenziali e di distillati di molte spezie, ma la caratteristica più particolare di questo alcolico è la presenza di piccoli fiocchi d'oro.